# Arena 1ra. Sección
Arena 1ra. Sección är en ort i Mexiko.   Den ligger i kommunen Comalcalco och delstaten Tabasco, i den sydöstra delen av landet, 600 km öster om huvudstaden Mexico City. Arena 1ra. Sección ligger 13 meter över havet och antalet invånare är 3 053.
Terrängen runt Arena 1ra. Sección är mycket platt. Runt Arena 1ra. Sección är det ganska tätbefolkat, med 172 invånare per kvadratkilometer. Närmaste större samhälle är Comalcalco, 16,6 km öster om Arena 1ra. Sección. Trakten runt Arena 1ra. Sección består till största delen av jordbruksmark.